# Centaur (Coventry)

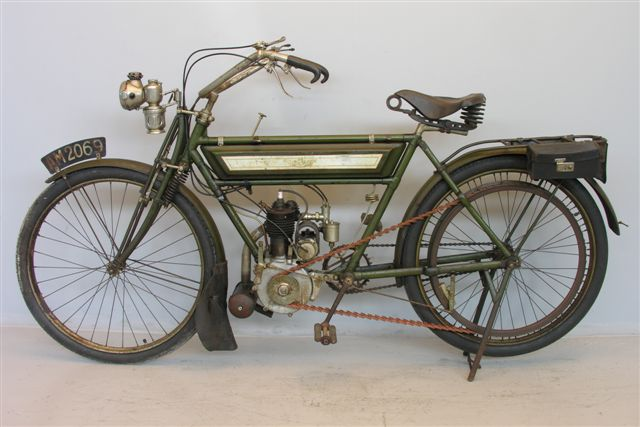
Centaur 2 pk (200 cc) uit 1911

Centaur is een Brits historisch merk van motorfietsen en fietsen.
De bedrijfsnaam was: The Centaur Cycle Co. Ltd., later The Centaur Co. Ltd., Coventry.
Het bedrijf werd als rijwielfabriek in 1876 opgericht door de onderwijzer Edward Mushing en de technicus George Gilbert. Gilbert had aanvankelijk bij het siersmeedbedrijf van Francis Skidmore gewerkt, waar hij ervaring had opgedaan met fijnmetaal, en bovendien was hij later in dienst geweest bij de Coventry Machinists Co., de eerste fietsenfabriek in het Verenigd Koninkrijk. Hij bracht dan ook de technische kennis in, terwijl Mushing de administratieve zaken regelde. In 1886 maakte het bedrijf behalve fietsen ook roeiapparatuur, rolschaatsen en tennisrackets, waaronder het eerste geheel metalen lichtgewicht tennisracket. De kennis van metalen van George Gilbert leverde in 1890 een spectaculaire lichtgewicht fiets van 12 kilo op, ruim 10% lichter dan de rijwielen van de concurrentie.
Rond 1900 bouwde het bedrijf ook enkele auto's, maar tot serieuze productie kwam het niet. In plaats daarvan ging men in 1901 motorfietsen bouwen, aanvankelijk met inbouwmotoren van Minerva, later ook van Humber. De verkoop liep goed, en in 1904 had men een eigen 350cc-zijklepmotor ontwikkeld, waarbij de kleppen aan de voorkant van het motorblok zat. De uitlaatdemper maakte deel uit van het frame en de voorvork was in rubber opgehangen. In 1906 was dit model zowel met riemaandrijving als kettingaandrijving leverbaar. Een tweede model had een voorover hellende (sloper) cilinder, die ook deel uitmaakte van het frame. Men kon ook een forecar bestellen. Na 1906 zakten de Britse motorfietsverkopen in en Centaur beëindigde de productie. Edward Mushing overleed in 1909 en George Gilbert was toen ook al 65 jaar oud. Hij besloot het bedrijf op te doeken en verkocht het aan Humber. Daardoor kon de productie in 1910 weer worden opgestart met standaard en "TT"-modellen met een 3,5pk motor met nog steeds de kleppen voor de cilinder. Het standaardmodel had een Bosch-ontstekingsmageet voor het carter en een geveerde voorvork, de TT-versie had de ontstekingsmagneet achter de cilinder. Er werden twee machines ingeschreven voor de Isle of Man TT, maar zonder succes. F.W. Case werd 29e en Frank W. ("Pa") Applebee haalde de finish niet.
In 1911 verscheen een 3,5pk-paralleltwin met een kop/zijklepmotor, maar in elk geval ook een meer conventionele 200cc- 2pk-eencilinder zijklepper met de kleppen aan de rechterkant van de cilinder. In 1912 verscheen van dat laatste type ook een damesmodel. In de volgende jaren produceerde men vier modellen van 2- to 3,5 pk.
De naam "The Centaur" werd nog steeds gebruikt, maar de Humber 2HP Lightweight was vrijwel identiek aan de Centaur 2 HP Featherweight. Tussen 1911 en 1914 gold dat voor alle Humber-modellen. Mogelijk hield Humber het merk Centaur in stand om gebruik te kunnen maken van het fiets-dealernetwerk van Centaur. Tot in de jaren twintig werd er met Centaur-fietsen geadverteerd, maar van de motorfietsen werd vanaf het begin van de Eerste Wereldoorlog (toen de productie van motorfietsen wegens materiaalschaarste werd stilgelegd) niets meer vernomen.